# Pai Pedro
Pai Pedro is een gemeente in de Braziliaanse deelstaat Minas Gerais. De gemeente telt 6.217 inwoners (schatting 2009).

## Aangrenzende gemeenten
De gemeente grenst aan Catuti, Gameleiras, Jaíba, Mato Verde, Monte Azul en Porteirinha.